# Aldebaran Robotics

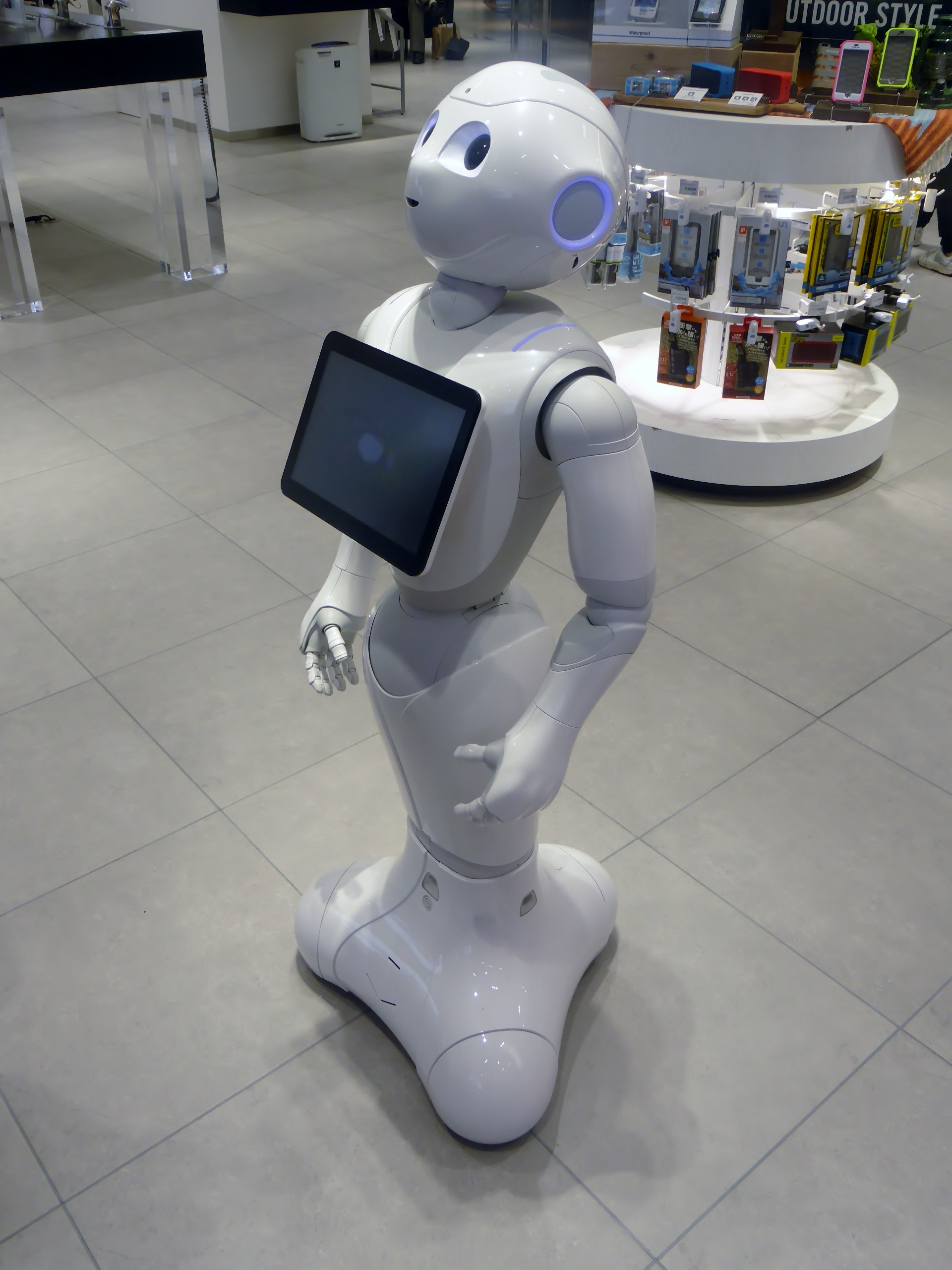
Serviceroboter Pepper, Kaufhaus 2014

Aldebaran Robotics ist ein französischer Hersteller von Robotern aus Paris. 

## Geschichte
Aldebaran wurde 2005 von Bruno Maisonnier gegründet. Im August 2007 wurde der vom Unternehmen entwickelte zweibeinige Roboter Nao offiziell zum Nachfolger des Sony Aibos als Standardplattform des RoboCups ernannt. 2014 wurde der Roboter Pepper vorgestellt, dessen Fähigkeiten insbesondere im Bereich der sozialen Interaktion liegen sollen und der beispielsweise auf einem Kreuzfahrtschiff zur Kundenbetreuung eingesetzt wird.

Logo von SoftBank Robotics

Laut IEEE Spectrum und L’Express kaufte das japanische Unternehmen Softbank Anfang 2012 für etwa 100 Millionen Dollar 80 % der Anteile an Aldebaran Robotics.
Laut Mashable verfügt Softbank zum 4. März 2015 durch den Ausstieg des Gründers und CEO Bruno Maisonnier über 95 % der Anteile an Aldebaran Robotics. Am 19. Mai 2016 wurde Aldebaran Robotics offiziell in SoftBank Robotics Group Corp. umbenannt.

Produkte der SoftBank Robotics
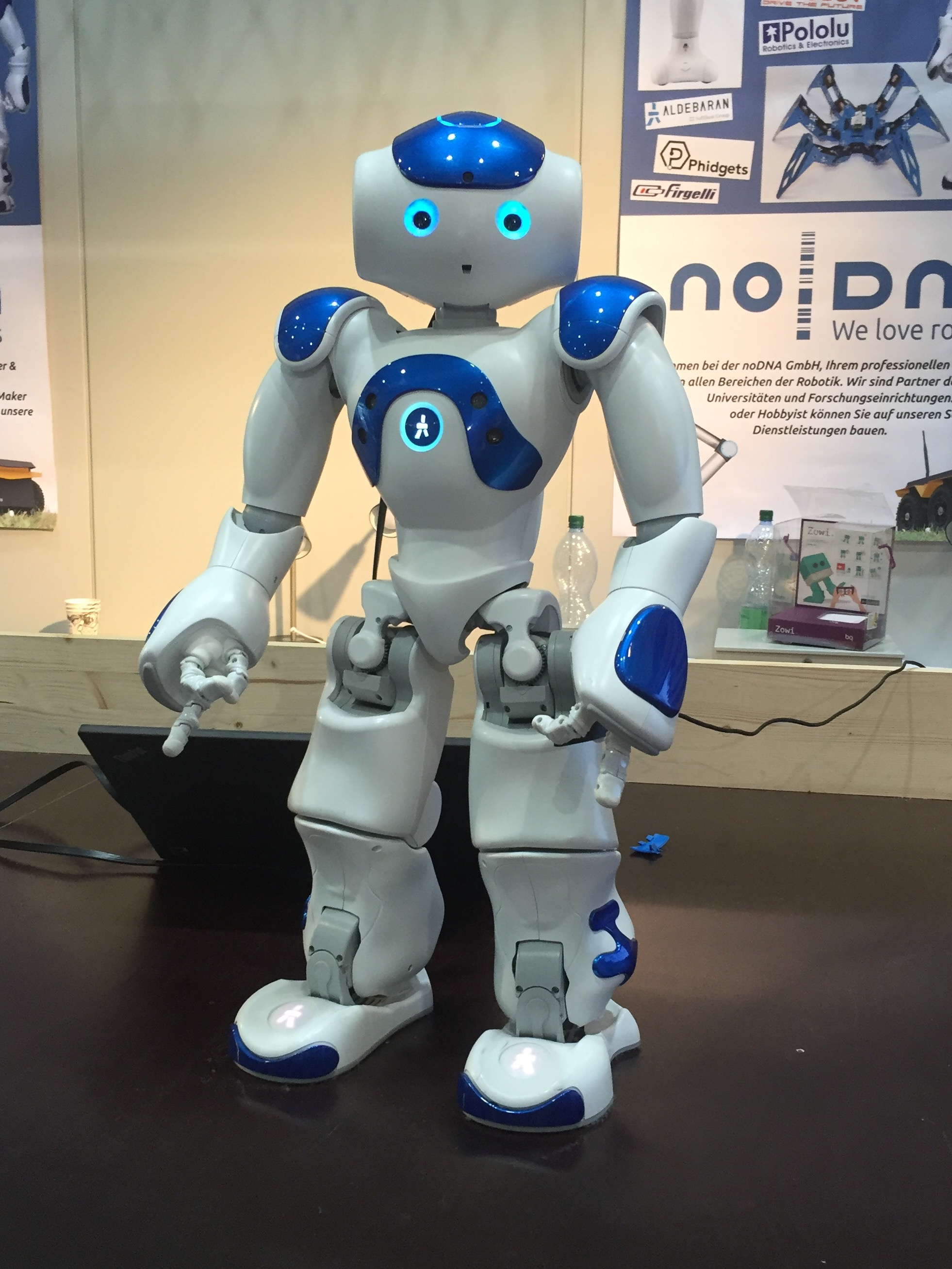
NAO, 2016
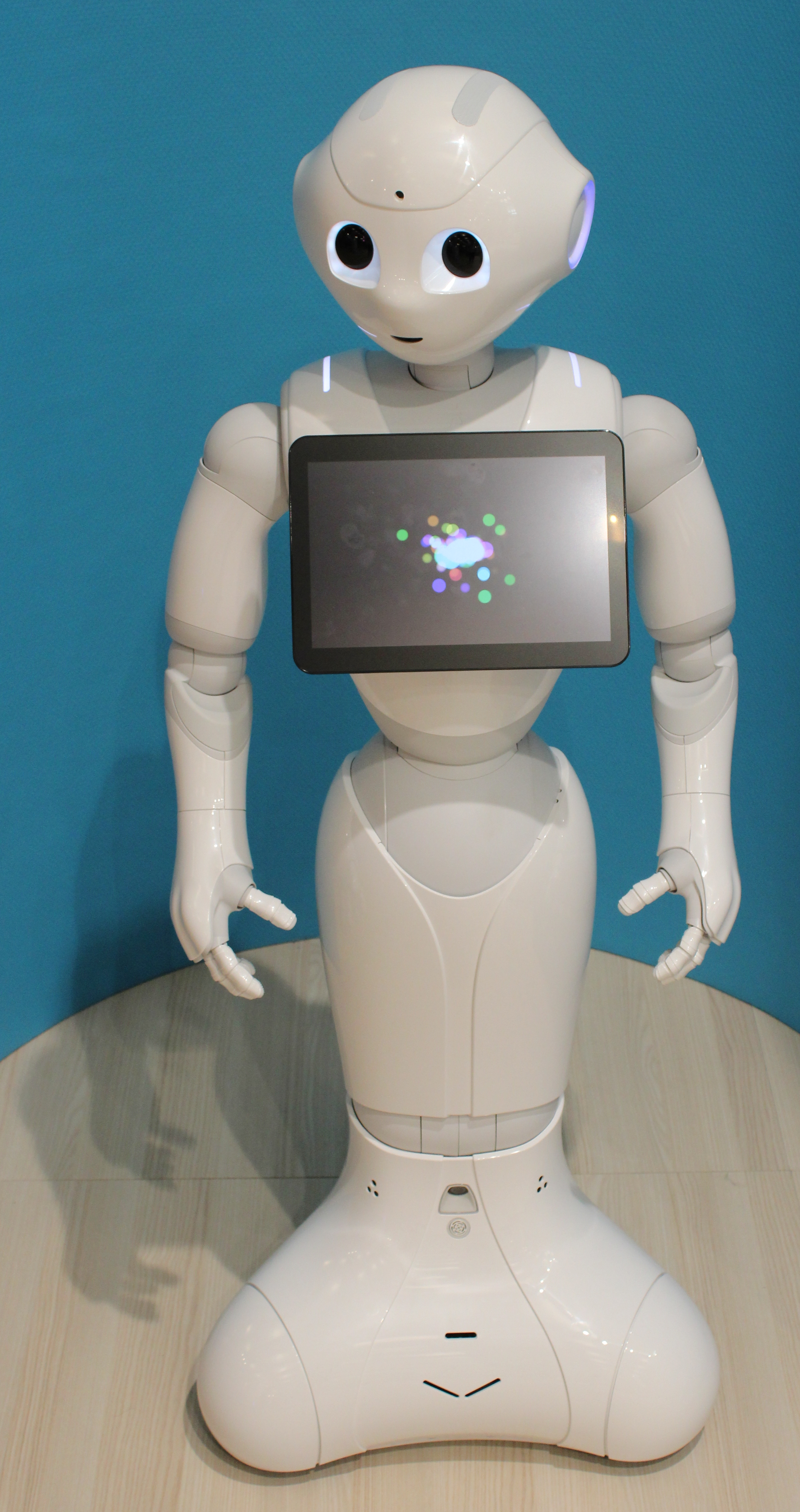
Pepper, 2015
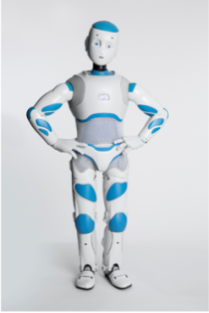
Romeo, 2017